# Вітри зими
«Вітри зими» (англ. The Winds of Winter) — незавершена шоста частина епічної серії фентезі-романів «Пісня льоду й полум'я» американського письменника Джорджа Мартіна.

## Передмови та публікації
Джордж Мартін на початку написання епопеї планував створити трилогію, де «Вітри зими» мали б стати завершальною частиною, яку свого часу він планував завершити до кінця 2011 року. Після розвитку сюжетів епопеї він дійшов висновку, що після вже шостої частини «Вітри зими» буде створено ще одну завершальну частину «Мрія про весну». До червня 2010 Мартін написав розділи для «Вітрів зими» з погляду Санси Старк, Арʼї Старк, Аріан Мартел. У липні 2010 року він додав розділ «Ерон Ґрейджой», який був переміщений з «Танців з драконами» у «Вітри зими», накопичуючи близько 100 сторінок рукопису. Після публікації «Танців з драконами» влітку 2011 Мартін оголосив про своє повернення до написання серії у січні 2012, провівши в проміжку між ними час у рекламних турах видань своїх творів у США та інших країнах, відвідуючи різні конференції. У грудні 2011 року Мартін повідомив, що розділ про Тіона Ґрейджоя буде включено у нову північноамериканську версію «Танців з драконами», опубліковану 29 жовтня 2013. Він продовжував працювати над книгою, серіалом з двома співавторами Еліо Гарсія і Лінда Antonsson.
Дж. Мартін у березні 2012 розповів, що дія останніх двох романів переважно буде перенесена на Північ на відміну від попередніх частин. У шостій частині епопеї він не має наміру виокремлювати географічно оповідання персонажів, як це було у четвертій і п'ятій частинах. Мартін читав на початку 2012 нові розділи про інших персонажів на публічних заходах, у тому числі розділів про Віктеріона Ґрейджоя і Тіріона Ланістера. У жовтні 2012 Мартін опублікував атлас земель Льоду і Вогню.
Автор планує розпочати оповідання у шостій частині з двох основних битв на Півночі та затоці работорговців, дія яких була започаткована у попередній частині «Танці з Драконами». Також буде використано декілька сюжетних ліній, що не увійшли до п'ятої частини. Крім того, в інтерв'ю Entertainment Weekly автор додав, що буде менше смерті, зради й навіть відбудеться весілля. Він також відзначив той факт, що Тіріон Ланістер і Дейєнеріс Таргарієн можуть зустрітися певним чином, але заявив, що ці два символи залишаться далекими протягом більшої частини історії. Мартін вважає, що дві останні книги з серії будуть містити по 1500 рукописних сторінок. До жовтня 2012 було написано 400 сторінок шостого роману, хоча Мартін вважає тільки перші 200 сторінок «дійсно закінченими», інші такими, що потребують змін.
Мартін опублікував ще один розділ-пробу про Аріан Мартел на своєму сайті в січні 2013. 27 березня 2013 за десять днів до прем'єри четвертої частини серіалу «Гра престолів» Мартін розмістив розділ на своєму сайті під назвою «Милосердя». Автор визнав свою заклопотаність завершеним до того часу фіналом роману, а серії «Гри престолів» каналу HBO нарешті наздогнали у своїй сюжетній лінії видані романи. Мартін сказав, що новий розділ насправді старий, хоча до цього не був опублікований або публічно зачитаний. Він сподівається завершити «Вітри зими» набагато швидше, ніж попередні частини, хоча за реалістичною оцінкою до завершення шостої частини в хорошому письмовому темпі можна очікувати до трьох років, але врешті-решт книга «буде зроблено, коли це робиться».
У кінцевому підсумку написані історії мають опублікувати видавництва: в США «Bantam Spectra» і «HarperCollins» у Великій Британії. У січні 2014 року у Великій Британії видавець Джейн Джонсон заявила на Твіттері, що книга «звичайно» не буде опублікована до 2015 року. В онлайн ефірі Q & A 29 травня 2014 редактор Мартіна Енн Гроелл відповів на питання про передбачувану дату релізу: «Все, що я можу сказати, що Джорджу важко на роботі, і ми сподіваємося, що це розумно найближчим часом». Аналіз темпів написання роману Мартіном, зроблений у 2014 році, вказував на те, що очікувати дату виходу «Вітрів Зими» слід у кінці 2017 чи у 2018 році. Проте прогнози не виправдалися.
Під час появи в епізоді The Late Show з Стівеном Кольбером 25 жовтня 2022 року, Мартін сказав, що близько трьох чвертей книги "Вітри зими" було написано. Пізніше в тому ж році, у виступі в програмі Стівена Кольбера "Tooning Out the News", Мартін зазначив, що він написав приблизно 1,100-1,200 сторінок книги, а ще приблизно 400-500 сторінок залишилося написати.

## Головні герої
Деяке уявлення про «Вітри зими» можна отримати на основі декотрих сюжетних ліній головних героїв, що були оприлюднені Джорджем Мартіном, але не увійшли до остаточної редакції п'ятої частини «Танцю з драконами»:
- Санса Старк — одна з глав була видалена з «Танців з Драконами» у червні 2010[7]
- Ар'я Старк — одна з глав була видалена з «Танців з Драконами» у червні 2010[7] та глава «Милосердя» з'явилася на сайті Мартіна у березні 2014[8][9]
- Аріан Мартел — дві глави були видалені з «Танців з Драконами» в червні 2010[7] і зразок однієї глави з'явився на сайті Мартіна в січні 2013 року[10]
- Юрон Ґрейджой — одна глава видалена з «Танців з Драконами» у липні 2010[11]
- Теон Грейджой — варіант глави з'явився на сайті Мартіна в грудні 2011[12][13] і згодом був опублікований у британському виданні «Танців з Драконами»
- Віктеріон Ґрейджой — частину однієї глави вперше прочитав в TIFF Bell Lightbox березня 2012[14]
- Тиріон Ланністер — одну з глав зачитали на Eastercon у квітні 2012[15], ще одну на Worldcon в серпні 2013[16], остання з яких була пізніше опублікована в офіційному додатку IOS на 20 березня 2014[17]
- Сер Барістан Селмі — одна з глав була випущена у США в «Танцях …»[18]